# Casa de Obrenović
A Casa de Obrenović (sérvio: Обреновићи/Obrenovići) governou a Sérvia de 1815 a 1842, e novamente de 1858 a 1903. Subiram ao poder por meio da primeira e segunda revolta sérvias contra o Império Otomano, que levou à formação do estado sérvio. Os regentes tencionaram governar como ditadores, e sua popularidade oscilou muito ao longo das décadas em que se mantiveram no poder.
O reinado da família acabou quando um movimento liderado por militares assassinou seu último regente, muito devido a sua impopular escolha da noiva. Após a queda dos Obrenović, veio uma monarquia constitucional liderada pela família Karađorđević.
Diferentemente doutros estados balcânicos, como Grécia, Bulgária e Romênia, a Sérvia não importou um membro duma família real européia estrangeira para ascender ao Trono; tanto os Obrenović quanto os Karađorđević eram famílias de naturalidade sérvia.

## Soberanos da Casa de Obrenović
- Milosh I da Sérvia
- Milan Obrenović II da Sérvia
- Miguel Obrenović III da Sérvia
- Milan I da Sérvia
- Alexandre I da Sérvia